# لی‌لی-رز دپ
لی‌لی-رُز ملودی دپ (انگلیسی: Lily-Rose Melody Depp؛ زادهٔ ۲۷ مهٔ ۱۹۹۹) بازیگر و مدل فرانسوی-آمریکایی است. او دختر جانی دپ و ونسا پارادی است. دپ حرفه بازیگری خود را با یک نقش کوچک در عاج فیل (۲۰۱۴) آغاز کرده و سپس در نقش ایزدورا دانکن در درام رقصنده (۲۰۱۶) ظاهر شد، در ادامه او در فیلم‌های افلاک‌نما (۲۰۱۶) و پادشاه (۲۰۱۹) نقش‌آفرینی کرد. دپ برای بازی در فیلم رقصنده و یک مرد وفادار (۲۰۱۸) نامزد جایزه سزار برای بهترین بازیگر نقش اول زن شده‌است و در چهارمین مراسم جوایز فیلم لس آنجلس برای بازی در فیلم آخرین لالایی من (۲۰۱۹) جایزه بهترین بازیگر زن را برنده شد. از سال ۲۰۱۵، او سفیر برند شانل است.

## اوایل زندگی
لی‌لی دپ در ۲۷ مه ۱۹۹۹ در محله نوی-سور-سن پاریس در فرانسه به دنیا آمد. او دختر جانی دپ بازیگر آمریکایی و ونسا پارادی خواننده فرانسوی است. او یک برادر به نام جان کریستوفر «جک» دپ سوم دارد. آلیسون پارادی، بازیگر فرانسوی، خاله اوست.
بعد از جدایی جانی دپ و ونسا پارادی در سال ۲۰۱۲، بعد از ۱۴ سال رابطه، آنها حضانت مشترک را برای دخترشان در نظر گرفتند و به همین دلیل لی‌لی رز زمانش را در هر دو شهر لس آنجلس و پاریس سپری می‌کند.
دپ به زبان فرانسوی مسلط است. پدرخواندهٔ او مریلین منسون است.

## حرفه

### ۲۰۱۴ تا ۲۰۱۹: آغاز حرفه
دپ حرفه بازیگری خود را با نقشی کوتاه در فیلم عاج فیل که در جشنواره بین‌المللی فیلم تورنتو در سال ۲۰۱۴ برای اولین بار اکران شد، آغاز کرد. او در این فیلم در کنار پدرش، جانی دپ و دوست خودش هارلی کوئین اسمیت و کارگردان فیلم، کوین اسمیت بازی کرد.
در سال ۲۰۱۵، دپ در نماهنگ «در سراسر جهان» از رپر ایرلندی، رجی اسنو، حضور داشت. علاوه بر کار در فیلم، او بر روی جلد مجلات گوناگون مد ظاهر شد. دپ که در سن ۱۵ سالگی توسط کارل لاگرفلد انتخاب گردید، از سال ۲۰۱۵ سفیر برند شنل شده‌است. در سال ۲۰۱۶ لاگرفلد دپ را به عنوان چهره عطر مشهور شنل شماره ۵ معرفی کرد.
دپ نقشش در عاج فیل را در فیلم بازنده‌های یوگا که اسپین‌آف فیلم قبل با تمرکز بر روی نقش او بود، ادامه داد. این فیلم در ژانویه ۲۰۱۶ در جشنواره فیلم ساندنس برای اولین بار به نمایش درآمد.
در مه ۲۰۱۶، فیلم رقصنده که دپ در آن نقش ایزادورا دانکن را بازی کرده‌بود، در بخش نوعی نگاه، در جشنواره کن به نمایش درآمد.

## زندگی شخصی
دپ دخترخواندهٔ رمان‌نویس فرانسوا-ماری بانیر و خواننده مرلین منسون است. او از زمان تولدش موضوع گزارش‌های تبلوید و رسانه‌ها از جمله جشن‌های تولد، حضور در رویدادهای جامعه، و بررسی انتخاب‌های مد او بوده‌است. او به دو زبان انگلیسی و فرانسوی مسلط است و دارای تابعیت فرانسوی و آمریکایی است. دپ در سال ۲۰۱۶ دبیرستان را رها کرد تا روی حرفه بازیگری خود تمرکز کند. او در گذشته با بی‌اشتهایی عصبی دست و پنجه نرم کرده و بهبود یافته‌است.
در اوت ۲۰۱۵، دپ برای پروژهٔ حقایق بدیهی از آی‌او تیلت رایت ژست گرفت و اظهار داشت که او جایی «در طیف ال‌جی‌بی‌تی‌کیوای» قرار دارد. دپ بعداً توضیح داد که او در مورد گرایش جنسی خودش صحبت نمی‌کرد بلکه صرفاً در مورد نحوهٔ تعریف یک شخص.
در سال ۲۰۱۶، اگرچه دپ در آن زمان زیر سن قانونی رای دادن بود، او در جریان انتخابات مقدماتی ریاست جمهوری حزب دموکرات در سال ۲۰۱۶ از برنی سندرز حمایت کرد. دپ و مادرش ونسا پارادی در فوریه ۲۰۱۷ برای مجله ما شهر فرشتگان عکس گرفتند. درآمد حاصل از فروش این شماره به فرزندپروری تنظیم‌شده اهدا شد.
او پس از فیلمبرداری فیلم پادشاه در سال ۲۰۱۸ با بازیگر تیموتی شالامی ملاقات کرد. این زوج در اوایل سال ۲۰۲۰ از هم جدا شدند در سپتامبر ۲۰۲۱، دپ با خواننده رپ فرانسوی یاسین استاین آشنا شد.
از ژانویه ۲۰۲۳، او با رپر دانیل بالبوئنا، که با نام 070 Shake نیز شناخته می‌شود، رابطه دارد. این تنها رابطه‌ای بوده است که دپ علناً به آن اذعان کرده است. او این رابطه را در یک پست اینستاگرامی در ۱۱ می ۲۰۲۳ تایید کرد.

## فیلم‌شناسی

### فیلم
| سال  | عنوان           | نقش            | یادداشت‌ها                        | منبع          |
| ---- | --------------- | -------------- | -------------------------------- | ------------- |
| ۲۰۱۴ | عاج فیل         | دختر کارمند ۲  | ذکرشده با عنوان لیلی-رز ملودی دپ | [ ۳۷ ]        |
| ۲۰۱۶ | یوگا هوزرز      | کالین کولت     |                                  | [ ۸ ]         |
| ۲۰۱۶ | رقصنده          | ایزادورا دانکن |                                  | [ ۱۵ ]        |
| ۲۰۱۶ | افلاک‌نما        | کیت بارلو      |                                  | [ ۳۸ ]        |
| ۲۰۱۸ | وحشی            | لارا           |                                  | [ ۳۹ ]        |
| ۲۰۱۸ | مردی با وفا     | ایو            |                                  | [ ۴۰ ]        |
| ۲۰۱۹ | آخرین لالایی من | پالوما         | فیلم کوتاه                       | [ ۴۱ ] [ ۴۲ ] |
| ۲۰۱۹ | پادشاه          | کاترین والوا   |                                  | [ ۴۳ ]        |
| ۲۰۲۱ | بحران           | اِمی کلی        |                                  | [ ۴۴ ]        |
| ۲۰۲۱ | وویجرز          | سِلا            |                                  | [ ۴۵ ]        |
| ۲۰۲۱ | شب خاموش        | سوفی           |                                  | [ ۴۶ ]        |
| ۲۰۲۱ | گرگ             | وایلدکت        |                                  | [ ۴۷ ]        |
| ۲۰۲۴ | نوسفراتو        | الن            |                                  |               |

### تلویزیون
| سال  | عنوان | نقش     | توضیحات  | منابع  |
| ---- | ----- | ------- | -------- | ------ |
| ۲۰۲۳ | آیدل  | Jocelyn | نقش اصلی | [ ۴۸ ] |

### نماهنگ
| سال  | عنوان آهنگ      | هنرمند   | م.    |
| ---- | --------------- | -------- | ----- |
| ۲۰۱۵ | «در سراسر جهان» | رجی اسنو | [ ۹ ] |

## جوایز و نامزدی‌ها
| سال  | مراسم                             | جایزه                 | اثر             | نتیجه    | م.            |
| ---- | --------------------------------- | --------------------- | --------------- | -------- | ------------- |
| ۲۰۱۷ | ۴۲مین مراسم جایزه سزار            | بهترین بازیگر زن جوان | رقصنده          | نامزدشده | [ ۴۹ ]        |
| ۲۰۱۷ | ۲۲مین مراسم جایزه لومیر           | بهترین بازیگر زن جوان | رقصنده          | نامزدشده | [ ۵۰ ]        |
| ۲۰۱۹ | ۴۴مین مراسم جایزه سزار            | بهترین بازیگر زن جوان | مردی با وفا     | نامزدشده | [ ۵۱ ]        |
| ۲۰۱۹ | جایزه رمی اشنایدر                 | بهترین بازیگر زن جوان | —               | نامزدشده | [ ۵۲ ] [ ۵۳ ] |
| ۲۰۱۹ | چهارمین مراسم جوایز فیلم لس آنجلس | بهترین بازیگر زن      | آخرین لالایی من | برنده    | [ ۵۴ ]        |